# Paolo de la Haza
Paolo Giancarlo de la Haza Urquiza (Lima, 30 de novembro de 1983) é um ex-futebolista profissional peruano que atua como meia.

## Carreira
Paolo de la Haza fez parte do elenco da Seleção Peruana de Futebol da Copa América de 2007.